# Metacyclops woni
Metacyclops woni – gatunek widłonoga z rodziny Cyclopidae. Nazwa naukowa tego gatunku skorupiaków została opublikowana w 2015 roku przez południowokoreańskich biologów Lee Ji-mina i Chang Cheon-younga.